# Gouvernement Paksas II
 (septembre 2023).
Si vous disposez d'ouvrages ou d'articles de référence ou si vous connaissez des sites web de qualité traitant du thème abordé ici, merci de compléter l'article en donnant les références utiles à sa vérifiabilité et en les liant à la section « Notes et références ».
République de Lituanie
Gouvernement Kubilius I Gouvernement Brazauskas I
Le gouvernement Paksas II (Vienuoliktoji Vyriausybė) était le onzième gouvernement de la République de Lituanie depuis l'indépendance de 1990, en fonction du 9 novembre 2000 au 20 juin 2001. Il était dirigé par le libéral Rolandas Paksas.

## Coalition
Il était soutenu par une alliance réunissant l'Union libérale de Lituanie (LLS), la Nouvelle union (sociaux-libéraux) (NS), qui disposait de 67 sièges sur 141 au Seimas.
Il a succédé au gouvernement Kubilius I, dirigé par l'Union de la patrie (TS) et cédé sa place au gouvernement Brazauskas I, dirigé par le LSDP.

## Composition
| Fonction                                      | Titulaire | Titulaire                                                     | Parti |
| --------------------------------------------- | --------- | ------------------------------------------------------------- | ----- |
| Premier ministre                              |           | Rolandas Paksas                                               | LLS   |
| Ministre de l'Environnement                   |           | Henrikas Žukauskas                                            | LLS   |
| Ministre des Finances                         |           | Jonas Lionginas                                               | LLS   |
| Ministre de la Défense nationale              |           | Linas Linkevičius                                             | Sans  |
| Ministre de la Culture                        |           | Gintautas Kėvišas                                             | LLS   |
| Ministre de la Sécurité sociale et du Travail |           | Vilija Blinkevičiūtė                                          | NS    |
| Ministre des Transports                       |           | Gintaras Striaukas (jusqu'au 24/01/2001) Dailis Barakauskas   | LLS   |
| Ministre de la Santé                          |           | Vinsas Janušonis (jusqu'au 15/05/2001)                        | Sans  |
| Ministre de la Santé                          |           | Konstantinas Romualdas Dobrovolskis                           | NS    |
| Ministre de l'Éducation et de la Science      |           | Algirdas Monkevičius                                          | NS    |
| Ministre de la Justice                        |           | Gintautas Bartkus                                             | Sans  |
| Ministre des Affaires étrangères              |           | Antanas Valionis                                              | NS    |
| Ministre de l'Économie                        |           | Eugenijus Maldeikis (jusqu'au 15/02/2001) Eugenijus Gentvilas | LLS   |
| Ministre de l'Intérieur                       |           | Vytautas Markevičius                                          | Sans  |
| Ministre de l'Agriculture                     |           | Kęstutis Kristinaitis                                         | Sans  |